# Lacus Lenitatis
Lacus Lenitatis – lateinisch für See der Sanftheit – ist ein erstarrter Lavasee auf dem Mond, der von der Entstehung her den größeren Maria gleicht. Die Bezeichnung wurde durch die Internationale Astronomische Union im Jahr 1976 festgelegt.
Die kleine Meeresfläche hat einen mittleren Durchmesser von 80 Kilometer und liegt auf der erdzugewandten Mondseite zwischen dem Mare Serenitatis und dem Mare Vaporum bei den selenografischen Koordinaten 14,0 Grad Nord und 12,0 Grad Ost.
In der direkten Umgebung des Sees liegt im Nordwesten der Lacus Doloris, im Norden der Lacus Gaudii und im Osten der Lacus Hiemalis. Etwas westlich des Sees befindet sich vor dem Mare Vaporum der im Durchmesser 39 Kilometer große Krater Manilius.